# François Lesage
Pour les articles homonymes, voir Le Sage et Lesage.
François Lesage, né le 31 mars 1929 à Chaville en Seine-et-Oise (aujourd’hui dans les Hauts-de-Seine) et mort le 1er décembre 2011 à Versailles dans les Yvelines, est un brodeur français. Devenu une référence mondiale de l’art de la broderie, il a travaillé pour les plus grandes maisons de mode et de haute couture. Son atelier est aujourd’hui dans le giron de la maison Chanel au travers de son regroupement Paraffection.

## Origines
D’origine normande, François Lesage est le fils d’Albert et Marie-Louise Lesage, frère cadet de Jean-Louis et jumeau de Christiane. En 1924, ce couple reprend l’atelier du brodeur Michonet.
Fondée en 1858, cette maison était déjà réputée pour collaborer avec les costumiers des théâtres parisiens et réalise des commandes spéciales pour la cour de Napoléon III. Mais surtout, celle-ci fournissait les grands noms de la haute couture parisienne, de Worth à Paquin en passant par Madeleine Vionnet. Albert Lesage, pourtant, n’était pas destiné à embrasser une telle carrière artistique : l’homme est en effet d’abord courtier en commerce extérieur.
Fait prisonnier pendant la guerre, il commence une nouvelle vie ensuite à Chicago où il est embauché comme directeur-modéliste du rayon confection pour femme du magasin Marshall Field’s en 1919. De retour à Paris trois ans plus tard, il s’associe à Michonet qui souhaite trouver son successeur. Marie-Louise, quant à elle, entre chez Madeleine Vionnet comme assistante chargée des broderies. Leur rencontre a lieu chez Michonet où Yo, comme on la surnomme alors, est envoyée pour superviser des commandes de la célèbre couturière. Lorsque le jeune couple reprend l’affaire Michonet, celle-ci est rebaptisée Albert Lesage et Cie. Rapidement, le nouveau propriétaire diversifie ses activités en développant ses propres collections d’accessoires brodés et de tissus imprimés.
Il pousse également son fils à faire son apprentissage à ses côtés. Alors qu’il a hérité du don du dessin de son père, celui-ci se révèle, comme sa mère, être un incroyable coloriste, un véritable alchimiste. À la fin de la Seconde Guerre mondiale, ce bagage technique forgé, François Lesage part tenter l’aventure américaine et ouvre un atelier sur Sunset Boulevard en 1948. Installé à Hollywood, le jeune homme réalise des broderies pour le compte des couturiers des studios de cinéma. Mais le décès d’Albert un an plus tard coupe court à l’aventure et François rentre pour lui succéder aux côtés de sa mère. François Lesage a alors tout juste vingt ans.
Véritable artiste de la broderie, François Lesage n’en finit plus d’enrichir les collections d’échantillons. Sous son impulsion, la maison grandit et devient le brodeur privilégié de maisons de couture. « La broderie est à la haute couture ce que le feu d’artifice est au 14 juillet ». Cette maxime que François Lesage se plaît à répéter résume à elle seule la conception du métier qu’a le maître brodeur : toujours repousser les limites de la création, imaginer de nouvelles techniques pour parvenir à composer les plus incroyables motifs, semblables à des tableaux, oser de nouveaux matériaux. Donner vie aux idées d’un couturier et, souvent, devancer ses désirs en lui proposant ses propres modèles. Son audace et son imagination lui ouvre peu à peu les portes de la mode internationale : créateurs américains, italiens et même japonais font appel à son talent.
En 1987, une ligne d’accessoires brodés est relancée et vendue dans la boutique Schiaparelli, place Vendôme.

## Maison Lesage

### Techniques et créations
Dès leur reprise de l’atelier Michonet, Albert et Marie-Louise Lesage se font remarquer des maisons de haute couture par leur inventivité. Vermicelle droit fil ou au carré (inventée pour respecter le biais des robes de Madeleine Vionnet pour qui la maison imagina aussi les premières robes brodées dégradées, un procédé délicat qui consiste à broder préalablement la robe de micro-perles et, une fois la broderie démontée du métier à broder, à la tremper centimètre par centimètre dans un bain de couleur), système dit « de l’ombré » qui offre des motifs aux teintes fondues, franges brodées : le couple met au point de nouvelles techniques devenues des classiques de l’art de la broderie. Leur fils François fera de même, imaginant dès ses débuts de détourner le Rhodoïd. Et continuant de perpétuer ces gestes ancestraux que sont la broderie à l’aiguille (spécialité de ces brodeuses appelées « mainteuses ») et au crochet de Lunéville, du nom de la ville où elle fut développée en 1867. Cette technique est privilégiée pour la pose des perles, des paillettes et des tubes, qui sont enfilés par le fil avec lequel brode l’ouvrière. L’une de ses mains fait un point de crochet tandis que l’autre, glissée sous le métier à broder, pousse une perle (ou autre) vers ce point.
Parfois, les techniques naissent de maladresses : un jour, une boîte de paillettes tombe sur l’un des poêles de l’atelier. On s’aperçoit alors que les paillettes gonflent comme du pop-corn : c’est ainsi que sont nées les paillettes et les motifs soufflés qui ponctuent certaines des broderies de Madeleine Vionnet ou d’Elsa Schiaparelli.
Pampilles, strass, sequins, plumes, cuirs, cabochons, boutons, fils, rubans, chenilles, lames, mais aussi cent millions de paillettes et trois cents kilos de perles sont utilisées par les brodeuses de Lesage. Point d’araignée, de graine, point de bouclette ou point lancé… Certaines broderies exigent des centaines d’heures et autant de patience pour donner vie aux plus belles créations de la haute couture. Ainsi, pour la collection haute couture d’Yves Saint Laurent de l’hiver 1988, Lesage a mobilisé pas moins de 45 brodeuses pendant trois semaines pour broder dix-huit modèles de grappes de raisin micro perlées et pailletées, dans l’esprit du peintre Pierre Bonnard. D’autres prouesses sont nées dans l’atelier, comme cette transposition en micro-perles du célèbre sac matelassé de Chanel, à la manière d’un trompe-l’œil, sur une robe de la collection haute couture été 1990.
Au fil du temps, d’autres spécialités ont vu le jour. Parmi l’une des plus fameuses signatures, les tweeds Lesage qui sont composés de fils, rubans, liens de cuir, spaghettis de plastique, tous eux-mêmes souvent rebrodés pour encore plus de beauté. Régulièrement, ils composent des vestes, des tailleurs, des accessoires…

Broderie Lesage.

### Collaborations
À l’heure de l’Art déco, Albert et Marie-Louise Lesage enrichissent leur catalogue de motifs avant-gardistes, recherchés par une clientèle pour qui la mode se nourrit de l’art. Parmi elle, Elsa Schiaparelli devient une fidèle et passe commande de broderies inspirées du monde du cirque, des signes du zodiaque, de l’univers marin dès 1936. Un boléro baptisé Chevaux Savants, extraits de la collection été 1938, une cape brodée de rayons de soleil en lames et paillettes dorées l’hiver suivant sont d’ailleurs considérées comme des pièces majeures de cette riche collaboration entre une créatrice et son parurier. Jusqu’à la fermeture de sa maison en 1954, Elsa Schiaparelli confiera à Lesage la réalisation de toutes ses broderies dont celles, fameuses, qui ornent les collections autour des thèmes du cirque, du zodiaque, de l'ésotérisme… Pour ces créations hors pair, Albert Lesage sait trouver des matériaux tout aussi exceptionnels : verre soufflé de Murano afin d’inventer des petites fleurs ; imitation de pierres dures tels le lapis-lazuli, le jade, roche de turquoise gainée de filets noirs ; pierres artificielles, galets, cabochons et bien d‘autres. Il écrase des paillettes de gélatine pour leur donner l’apparence de pièces de monnaie martelées et associe la chenille au vison. Il recourt aussi au métal, aux lames, aux écailles de poisson, au verre filé (que Schiaparelli reprendra sur le bouchon de son flacon de parfum Shocking…*
Comme son père avant lui, François Lesage s’emploie à inventer, innover, rechercher encore et toujours. Et à développer les collaborations dans la mode : Pierre Balmain, Cristobal Balenciaga, Christian Dior lui font confiance. À leur suite, Jacques Heim, Robert Piguet, Jacques Griffe, Jean Dessès, Grès, Jean-Louis Scherrer, Marc Bohan ou Patou s’adressent à la maison Lesage. Comme Schiaparelli en son temps, Yves Saint Laurent ne travaillera qu’avec François Lesage, après une première rencontre en 1963. Ensemble, les deux hommes vont donner naissance à de vraies œuvres d’art et ce pendant 44 ans.
Les plus fameuses sont sans doute les vestes reprenant Les Iris et Les Tournesols de Van Gogh pour la collection été 1988. Chacune a exigé 600 heures de travail. La veste Iris sera, pour sa part, composée de 250 000 paillettes de 22 couleurs, 200 000 perles et 250 mètres de ruban.
Outre ces collaborations, Lesage voit sa réputation conquérir la mode aux quatre coins du monde. Les années 1980 sonnent le début d’une internationalisation des collaborations : Oscar de la Renta, Bill Blass, Geoffrey Beene ou Hanae Mori tandis qu’en France, à partir de 1983, Karl Lagerfeld, tout juste arrivé chez Chanel, engage une relation professionnelle avec le brodeur. Pour lui, François Lesage s’est inspiré des meubles Boulle, mais aussi des fameux panneaux de Coromandel de Mademoiselle Chanel. 
De nos jours, avec soixante quinze mille échantillons, les archives de la maison Lesage représentent la plus grande collection de broderies de couture au monde. Ces archives sont aussi un trésor, une source d’inspiration pour les créateurs : ainsi un échantillon pour Vionnet a-t-il été voulu par Azzedine Alaïa, Dior par Galliano et enfin Karl Lagerfeld pour Chanel. À chaque fois, François Lesage leur a répondu : « c’est Vionnet ». Réinterpréter ces créations et les archives de sa maison s’apparentait pour le brodeur à se transformer en une « agence de voyage », comme il s’amusait à le dire.
Claude Montana chez Lanvin, John Galliano pour Dior, Thierry Mugler, Marc Jacobs chez Louis Vuitton ou Jean Paul Gaultier font à leur tour confiance au talent de Lesage et ses brodeurs. Parmi les créations marquantes signées Lesage, il existe d’ailleurs une robe à effet « peau de panthère », entièrement brodée de tubes dégradés du beige au marron pour la haute couture hiver 1998 de Jean Paul Gaultier.
Fidèle de la maison et proche de François Lesage, Christian Lacroix n’a eu de cesse de faire appel à la maison : « La broderie, c’est lui qui m’en a donné le goût. C’est mon parrain en couture ». Il y a aussi d’une robe « marée noire » que François Lesage avait brodée gracieusement pour le jeune créateur Christian Le Drezen, disparu en 2003, dont il ne doutait pas du talent : à travers elle, et un travail de plumes d’oiseaux, d’éclats de granit et de coquillages, le créateur et le brodeur avaient voulu rappeler la catastrophe écologique provoquée sur les côtes bretonnes par le pétrolier Erika. Le passé américain de Lesage ressurgit aussi lors de ces collaborations avec Bill Blass, Geoffrey Beene et Calvin Klein qui, devant les échantillons du brodeur réagit « comme un enfant dans une pâtisserie ».
Aujourd’hui, avec Alexandre Vauthier, Bouchra Jarrar, Didit Hediprasetyo… la jeune garde perpétue la tradition de confiance à Lesage. 
Si la mode constitue une part essentielle dans le travail de François Lesage, le brodeur s’est aussi illustré dans des commandes spéciales. En 1997, à l’occasion des Journées Mondiales de la Jeunesse en France, Lesage brode ainsi la chasuble et la mitre du Pape Jean-Paul II. Roman Polanski et Erik Orsenna lui demandent de réaliser les broderies des costumes de leur intronisation à l’MediaWiki:Badtitletext (1999). Jean-Loup Dabadie fera de même en 2008, plus récemment ce sont Simone Veil ou encore Dominique Bona.

### Prix et distinctions
Le savoir-faire de François Lesage est célébré en 1988 dans une monographie, Lesage, maître brodeur de la haute couture, par Palmer White. Une exposition lui rend également hommage au Palais Galliera à Paris, puis au Fashion Institute of Technology de New York (1987) à la Fashion Foundation de Tokyo (1989) et au Los Angeles Country Museum of Art (1991). 
Les récompenses s’enchaînent : Grand Prix régional des Métiers d’arts et Médaille de la Ville de Paris en 1984, Lesage est promu chevalier de l’ordre des Arts et Métiers (1985). La Ville de Paris lui offre ensuite le grade vermeil de sa Grande Médaille (1986). Il reçoit également le Grand Prix de la Création de la Ville de Paris (1989). Les honneurs pleuvent également : en 1994, François Lesage est nommé chevalier dans l’ordre de la Légion d’honneur, et même promu au rang d’officier en 2007. Il est également élevé au grade de commandeur dans l’ordre des Arts et des Lettres (2003). En 2009, il reçoit le Prix de l'Excellence française. Le 23 novembre 2011, Frédéric Mitterrand, ministre de la Culture et de la communication a distingué François Lesage, nommé maître d'art à titre honorifique pour l’ensemble de sa carrière.

### Citations
« Nous jouons notre rôle dans le royaume de l’imagination. La broderie peut être le rêve d’une femme devenu réalité ». François Lesage.
« Broder… c’est créer avec discipline, suggérer tout en ayant l’air de suivre, avoir une imagination divinatrice, mais sage. Ce n’est point tout à fait un art, mais c’est plus qu’un artisanat… » François Lesage.
« Pour mon cher Monsieur Lesage qui à travers les années m’a apporté son talent merveilleux, son aide aussi précieuse sa constante amitié. Avec mon admiration et mon affection la plus vive ». Carte d’Yves Saint Laurent pour François Lesage.
« Difficile de parler de Lesage sans risquer les lieux communs de la perfection car avec lui, on frôle « l’évidence des chefs-d’œuvre ». Une broderie Lesage, c’est d’abord le luxe vrai : technique s’effaçant sous art, temps passer sans compter pour l’effet le plus impalpable, opulence toujours élégante ». Christian Lacroix.
« Ma collaboration avec Lesage date déjà de plusieurs années. Et même si à plusieurs reprises j’ai essayé de travailler avec d’autres « maîtres brodeurs » en d’autres pays, j’ai toujours dû m’incliner devant sa suprématie inégalable. Dans la haute couture, la broderie est une partie essentielle de la création : nous avons là la meilleure expression de l’artisanat. Mais dans le cas de Lesage, c’est un artisanat qui devient art : dans son travail il n’y a pas que la perfection de la broderie, la véridicité si près du réel qui parfois ressemble à l’imprimé, mais aussi une créativité, une fantaisie, une passion pour la recherche qui n’est pas une simple exécution et cela, il le confirme en tant que créateur ». Valentino Garavani.
« François Lesage est un vrai magicien, qui transforme la moindre étoffe en un pur joyau ». Jean-Louis Scherrer.
« Depuis de nombreuses années, je travaille avec Monsieur Lesage et c’est toujours pour moi une révélation quand je visite les ateliers et que je vois le travail minutieux des ouvriers brodeurs et brodeuses, souvent très jeunes. Je suis fasciné par leur technique et leur patience ». Hubert de Givenchy.
Ces citations et les phrases notées d’un astérisque sont extraites du livre Lesage maître-brodeur de la haute couture, par Palmer White, traduit de l’anglais par Michèle Albaret, éd. du Chêne, 1988.

## Héritage

### L’école Lesage
François Lesage souhaite transmettre son savoir-faire et ouvre en 1992 son école de broderie. L’école est ouverte aux étudiants ou aux professionnels. Proposés sous forme de stages tout au long de l’année, une véritable formation est désormais au programme de l’école. En 2014, toujours installée dans l’immeuble historique de la rue Grange-Bâtelière dans le 9e arrondissement, l’école a été entièrement refaite et agrandie. Par la suite, elle est déplacée dans l'immeuble du 19M où se trouve Paraffection.

### Lesage et Chanel
Si Gabrielle Chanel n’a jamais voulu collaborer avec la maison Lesage qu’elle jugeait trop assimilée aux créations d’Elsa Schiaparelli, Karl Lagerfeld, lui, a fait appel à François Lesage dès son arrivée rue Cambon en 1983. Nourrissant un grand respect et une admiration l’un pour l’autre, les deux hommes ont tissé des liens qui ont abouti, en 2002, à l’entrée de Lesage dans la galaxie Chanel. « Pour moi, la haute couture sans broderie n’existe pas […] Je sais que les Français n’ont pas inventé la broderie mais pour moi, c’est un art essentiellement français. C’est en tout cas à Paris qu’elle a trouvé son lieu saint et François Lesage en est le grand prêtre aujourd’hui » affirme d’ailleurs le couturier allemand dans le livre Lesage, maître-brodeur de la haute couture.
L'entreprise Lesage est désormais intégrée sous la filiale Paraffection avec le bottier Raymond Massaro, le chapelier Michel, le plumassier Lemarié, le fabricant de fleurs artificielles Guillet, le bijoutier Goossens, le parurier Desrues et le brodeur Montex, Causse. Elle emploie 80 personnes. Hubert Barrère en est le directeur artistique depuis 2011.

### Tweed Lesage
En 1998, animé par une volonté de diversifier les activités de sa maison, François Lesage crée un atelier textile, il propose des tweeds pour ses collections de haute couture et prêt-à-porter des grands noms de la mode. Le tweed est réalisé par tissage, en chaîne et trame, avec des fils issus de ressources variées qui viendront lui donner un aspect aussi singulier qu’irrégulier.
La chaîne, montée verticalement, est le fond du tissu, c'est la base qui va soutenir l'assemblage. On peut compter jusqu'à douze fils différents pour une chaîne. La trame, tissée horizontalement, permet le caractère exclusif du tissu. Elle peut comporter un nombre illimité de fils. Serré, ajouré, texturé, épais, en relief, natté, aléatoire, sergé… l’effet réalisé et autres possibilités sont multiples.

### Jean-François Lesage
Jean-François Lesage cofonde en 1993 « Lesage Intérieurs » en Inde, mélangeant les traditions de broderie des deux pays. Son fils est également brodeur, spécialisé dans le domaine de la décoration, installé à Chennai en Inde, mais aussi avec un magasin à Paris. Il collabore régulièrement avec le chausseur Christian Louboutin et travaille régulièrement avec la maison Lesage à Paris.

## Films et documentaires
- Signé Chanel, documentaire en cinq épisodes de Loïc Prigent, ARTE 2005.
- Brodeuses, film de fiction d’Éléonore Faucher, 2004. François Lesage a réalisé les broderies utilisées dans le film et il est nommé en tant que commanditaire de l'héroïne, madame Mélikian, qui travaille à façon, pour la collection de Christian Lacroix.